# AMX International AMX
El AMX International AMX "Ghibli" es un avión de ataque a tierra ligero, diseñado para misiones de apoyo aéreo cercano y reconocimiento. Fue construido en forma conjunta por la joint venture italo-brasileña AMX International y es designado como A-1 "Falcão" por la Fuerza Aérea Brasileña.
El AMX es capaz de operar a altas velocidades subsónicas y baja altitud, tanto de día como de noche, y si es necesario, desde carreteras, bases mal equipadas y con pistas dañadas. La baja firma infrarroja y la reducida reflectividad radar por su moderno diseño, le ayudan a evitar ser detectado, mientras que la baja vulnerabilidad de estructura y sistemas contribuyen a su supervivencia en combate. La capacidad de autodefensa está asegurada por un sistema integrado de contramedidas electrónicas, misiles aire-aire y los cañones frontales.

## Desarrollo
El AMX nació en una época en que las fuerzas aéreas de la OTAN seguían utilizando aviones de ataque terrestre relativamente sencillos y resistentes para complementar sus aviones más caros y sofisticados. Así nacieron el Jaguar, el Alpha Jet, el Fiat G.91 y el F-5. Sin embargo, este tipo de aviones desapareció de las filas de la OTAN mientras el AMX entraba en servicio.
En 1973 Italia elaboró un estudio acerca de las posibles soluciones para satisfacer el requisito de un avión de ataque barato que complementara a los aviones más caros. La compañía estatal Aeritalia y la privada Aermacchi empezaron a trabajar en una variedad de conceptos de diseño, considerándose también si un fuselaje básico común podría cumplir los requisitos de apoyo aéreo cercano, ataque y entrenamiento.
En 1977, la Fuerza Aérea Italiana anunció oficialmente la necesidad de adquirir un cazabombardero ligero, para reemplazar su flota de Aeritalia G.91 y parte de los RF-104 Starfighter. Se denominó Caccia Bombardiere Ricognitore 80 (CBR 80) al nuevo proyecto, que trataba también de revitalizar la industria aeronáutica italiana. En vez de competir por conseguir el contrato, las empresas Aeritalia (actualmente Alenia Aeronautica) y Aermacchi, acordaron presentar un diseño conjunto, ya que ambas compañías habían barajado años atrás, la posibilidad de desarrollar una aeronave de características semejantes. Aeritalia había trabajado en su diseño 3-20/10 y Aermacchi en el MB.340, pero el gobierno de Italia decidió asignar a ambas compañías el programa, que pasó a llamarse Aeronautica Militare Experimental (AMX). Aeritalia tenía una participación del 70% y Aermacchi se quedaba con el 30% restante. El motor elegido fue el Rolls-Royce RB.168 Spey Mk.807 sin postcombustión, fabricado bajo licencia por FiatAvio.El desarrollo del futuro avión de combate AMX comenzó en 1978.
Italia participaba en el programa Tornado, que buscaba un avión de ataque y reconocimiento avanzado y supersónico adaptado para sobrevivir a los avances en las defensas aéreas soviéticas. Pero el Tornado era una solución cara de gama alta y las Fuerzas Aéreas italianas también necesitaban un avión más barato y sencillo para el apoyo aéreo cercano (CAS) y ataque aéreo, así como para el reconocimiento. Alemania contaba con el Alpha Jet e Inglaterra con el Jaguar para suplementar en misiones CAS a sus Tornado. Aunque el enfoque conceptual de Italia se acercaba al británico, se creía que el Jaguar no era el avión adecuado y tampoco interesaba el Harrier. Los italianos necesitaban otro tipo de avión para sustituir sus Fiat G.91 y decidieron desarrollarlo localmente. Los italianos preveían utilizar el AMX en espacios aéreos menos disputados, y de paso cumplir su compromiso con la OTAN y asegurar el número total de aviones y pilotos en plantilla. Mientras que un Tornado costaba unos 40 millones de dólares de la época, un AMX tenía un precio aproximado de 13 millones.
Italia buscaba un socio extranjero para compartir los costes, y Suecia surgió como posible candidato ya que tenía un programa similar, el B3LA. Finalmente, Suecia abandonó el B3LA y optó por el Saab Gripen pero Brasil se interesó por el AMX, ya que buscaba un sustituto para sus Douglas B-26 Invader, retirados de servicio en 1975. En marzo de 1981, los gobiernos italiano y brasileño, firmaron un acuerdo para un desarrollo conjunto de la aeronave, y en julio de ese mismo año, se invitó a Embraer de Brasil, a que se uniera al programa para su construcción en forma conjunta entre Italia y Brasil. Embraer curiosamente había ya trabajado infructuosamente en el diseño de un cazabombardero monoplaza muy parecido en requerimientos al CBR 80 italiano, contando con la cooperación de Aermacchi. Además desde 1971 se producía en Brasil el avión ligero de ataque AT-26 Xavante, versión local del Aermacchi MB.326G ensamblado bajo licencia por Embraer. Curiosamente Italia al buscar un avión de ataque más sencillo y barato que el Tornado se encontró con Brasil que buscaba un avión más elaborado y capaz que el Xavante. El esfuerzo de desarrollo siguió adelante, con planes para construir seis prototipos, cuatro en Italia y dos en Brasil.
El primer prototipo del AMX, realizó el primer vuelo el 15 de mayo de 1984. A pesar de que ese avión se estrelló en su quinto vuelo de pruebas (muriendo el piloto de pruebas), el programa de pruebas progresó adecuadamente sin otros contratiempos. La producción en serie comenzó a mediados de 1986, y la entrega de las primeras aeronaves, a las fuerzas aéreas italiana y brasileña se produjo en 1989. El acuerdo bilateral indicaba que los aviones de producción serían construidos para Italia por Aeritalia y Aermacchi, mientras que los ejemplares de Brasil serían producidos localmente por Embraer. El programa se dividió en 46,5% para Aeritalia, 23,8% para Aermacchi y 29,7% para Embraer.
Desde entonces, y hasta 1999, se fabricaron unas 200 unidades, siendo un avión de ataque ligero relativamente nuevo en el inventario de estos países y poco conocido en occidente.
En 1986 se creó la empresa AMX International para promover la exportación, pero a pesar de recibir muestras de interés nunca llegó a materializarse ningún pedido. El AMX llegaba ya demasiado tarde, encontrándose con los recortes en defensa del final de la Guerra Fría y  la fuerte competencia de aviones de ataque ligeros turbohélice más baratos, entrenadores adaptados y aviones de segunda mano, especialmente el F-5 y Su-25. El que el avión no fuera tan barato como se había previsto tampoco ayudó, ya que la diferencia en precio era pequeña con aviones más capaces como el F-16.

## Diseño
Avión de combate ligero, monomotor, de cabina monoplaza, de ala alta en flecha, con un diseño muy estilizado, aerodinámico y eficiente, con buen desempeño de vuelo a baja y media altitud, donde está su mayor ventaja operativa y en combate, que presenta baja marca térmica y de radar por su perfil aerodinámico, para misiones de ataque a tierra y apoyo aéreo cercano. También el diseño buscaba que el avión fuese lo más económico simple posible.
Tiene un tren de aterrizaje alto y reforzado, el delantero tiene una sola rueda, como el caza ligero Douglas A-4 Skyhawk y el tren de aterrizaje principal, tiene una rueda a cada lado y se guarda bajo el fuselaje central, en forma similar al nuevo avión de entrenamiento y ataque ligero Alenia Aermacchi M-346 Master, para poder despegar y aterrizar en carreteras, pistas cortas y aeropuertos comerciales, en forma similar a las misiones de combate del caza bombardero SEPECAT Jaguar de Inglaterra con vuelos a baja altitud entre las montañas, para evitar ser detectado por los radares enemigos.
Las toberas de toma de aire de los motores son pequeñas y están instaladas junto a la cabina de mando, en una posición alta justo en la base de las alas, presentan baja marca térmica y de radar, en un diseño único en su tipo. Puede transportar armas bajo el fuselaje central y en pilones de carga bajo las alas, está equipado con misiles para combate Aire-aire en las puntas de las alas, como el caza Mirage F1 de Francia y el caza Lockheed Martin F-16 Fighting Falcon de Estados Unidos, puede realizar misiones de ataque a tierra, escolta de aviones de ataque, helicópteros, misiones de reconocimiento, patrulla fronteriza, escolta de barcos guarda costas, defensa de aeropuertos y bases militares cercanas, puede combatir contra otros aviones de combate en los lugares cercanos a las bases aéreas y los lugares defendidos, a baja altitud y velocidad.
Es un avión de combate relativamente nuevo y poco conocido en occidente, las versiones más modernas tienen una sonda de repostaje de combustible en vuelo, instalada al costado derecho de la cabina de mando, del tipo canasta y manguera flexible para aumentar su alcance en combate, nuevo equipo electrónico, radar de seguimiento de terreno, mira en el casco del piloto, capacidad para transportar tanques externos de combustible en pilones reforzados de carga bajo las alas y bombas guiadas convertidas de bombas convencionales de caída libre, para misiones de ataque de alta precisión en los objetivos enemigos.
Puede realizar misiones de ataque a tierra a baja altitud y velocidad, dirigir misiones de ataque con vuelos rasantes sobre el mar, por la configuración de sus alas que le permiten al piloto tener un buen control de la nave a baja altitud y velocidad, donde el aire es más denso, húmedo y pesado, y la aeronave tiene un buen performance de vuelo, superando a otros aviones de combate con este diseño.

## Componentes del AMX A-1M
La FAB opera el A-1M modernizado a partir de 2013, el avión actualizado al estándar 'M' tiene Head Up Display (HUD), Hands on Trottle and Sticks (HOTAS), Radar Warning System (RWR), chaff y flare, misiles Sistema de alerta aerotransportado (MAWS), módulo Skyshield y radar multi-modo con capacidad aire-aire y aire-tierra SCP-01, además de otras actualizaciones y nuevos armamentos.
 Brasil -  Estados Unidos -  Finlandia -  Francia -  Israel -  Italia -  Noruega -  Reino Unido -  Sudáfrica -  Unión Europea

### Electrónica
| Sistema                                  | País                                  | Fabricante                      | Notas                           |
| ---------------------------------------- | ------------------------------------- | ------------------------------- | ------------------------------- |
| Lenguaje de programación                 |                                       |                                 | Ada                             |
| ACAS                                     |                                       |                                 | No                              |
| Radar                                    | Bandera de Brasil · Bandera de Italia | Mectron SELEX Galileo           | Modelo Scipio SCP-01            |
| IFF (compatible OTAN)                    | Bandera de Francia                    | Thales                          | BlueGate                        |
| Sistema de escape                        | Bandera del Reino Unido               | Martin-Baker                    | Asiento eyectable modelo Mk.10L |
| Sistema de advertencia de radar (RWR)    | Bandera de Israel                     | Elisra                          | Modelo PAWS-2                   |
| Pod de guerra electrónica (opción)       | Bandera de Israel                     | Rafael Advanced Defense Systems | Sky Shield                      |
| Pod de designación de objetivos (opción) | Bandera de Israel                     | Rafael Advanced Defense Systems | LITENING                        |

### Armamento

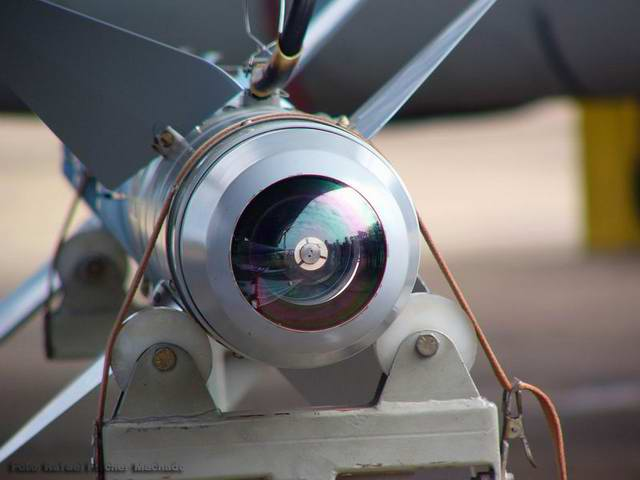
MAA-1A

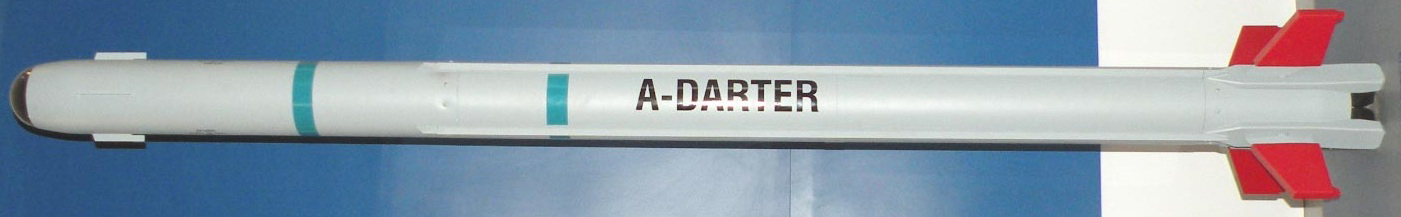
A-Darter

| Sistema                                                                  | País | Fabricante                                                                              | Notas                    |
| ------------------------------------------------------------------------ | --- | --------------------------------------------------------------------------------------- | ------------------------ |
| Cañón                                                                    | Bandera de Francia | DEFA                                                                                    | 2 × DEFA 554 de 30 mm    |
| Kit de guiado láser Paveway II para bombas de caída libre                | Bandera de Estados Unidos | Lockheed Martin Raytheon Texas Instruments                                              |                          |
| Kit de guiado láser Lizard II para bombas de caída libre                 | Bandera de Israel | Elbit                                                                                   |                          |
| Kit de guiado GPS/Galileo/GLONASS/INS SMKB-82 para bombas de caída libre | Bandera de Brasil | AEQ Mectron                                                                             |                          |
| Kit de guiado GPS/Galileo/GLONASS/INS SMKB-83 para bombas de caída libre | Bandera de Brasil | AEQ Mectron                                                                             |                          |
| Misil antirradiación MAR-1                                               | Bandera de Brasil | DCTA Mectron                                                                            |                          |
| Misil aire-aire de corto alcance MAA-1 Piranha                           | Bandera de Brasil | DF Vasconcellos SA Instituto de Aeronáutica e Espaço Mectron                            |                          |
| Misil aire-aire de corto alcance MAA-1B Piranha II                       | Bandera de Brasil · Bandera de Brasil · Bandera de Brasil · Bandera de Brasil · Bandera de Unión Europea                                                   | AVIBRAS DCTA Instituto de Aeronáutica e Espaço Mectron Airbus Defence and Space         |                          |
| Misil aire-aire de corto alcance A-Darter                                | Bandera de Brasil · Bandera de Brasil · Bandera de Brasil · Bandera de Brasil · Bandera de Estados Unidos · Bandera del Reino Unido · Bandera de Sudáfrica | Atech AVIBRAS Mectron Opto Eletrônica Marotta Controls Collins Aerospace Denel Dynamics | ITAR-free                |
| Misil aire-aire de corto alcance AIM-9L Sidewinder                       | Bandera de Estados Unidos · Bandera de Finlandia · Bandera de Noruega                                                                                      | Raytheon NAMMO                                                                          |                          |
| Bomba Mark 82                                                            | Bandera de Estados Unidos · Bandera de Francia | General Dynamics SAMP                                                                   |                          |
| Bomba Mark 83                                                            | Bandera de Estados Unidos · Bandera de Francia | General Dynamics SAMP                                                                   |                          |
| Bomba anti-pista propulsada BAP-100                                      | Bandera de Francia | Thomson-CSF                                                                             |                          |
| Bomba de racimo BAT-120                                                  | Bandera de Francia | Thomson-CSF                                                                             | Prohibida por 112 países |

### Propulsión
| Sistema | País                                        | Fabricante                      | Notas                                             |
| ------- | ------------------------------------------- | ------------------------------- | ------------------------------------------------- |
| Motor   | Bandera de Italia · Bandera del Reino Unido | Avio S.p.A Rolls-Royce Holdings | 1 × Spey 807 fabricado bajo licencia por FiatAvio |

## Despliegue en combate
Cuando comenzó la Guerra del Golfo en 1991 se envió un destacamento del 132º Gruppo a Turquía, pero los aviones no entraron en combate.
Durante la operación Deny Flight sobre Bosnia-Herzegovina los AMX italianos fueron puestos en alerta, rotando entre escuadrones la responsabilidad. Las misiones previstas eran apoyo aéreo cercano, control y reconocimiento aéreo, pero no hubo despliegues.
Los AMX italianos fueron usados en 1999 en la guerra de Kosovo. En lugar de utilizar bombas de caída libre o las más comunes guiadas por láser, la fuerza aérea utilizó bombas Mk-82 equipadas con kits de guiado, convirtiendo acertadamente bombas "tontas" en bombas guiadas por infrarrojos. Los escuadrones de AMX realizaron 252 salidas de combate sobre Kósovo dentro de la Operación Allied Force sin sufrir ninguna pérdida.
En 2009, cuatro aviones AMX comenzaron a operar sobre Afganistán, inicialmente en misiones de reconocimiento. Los escuadrones se rotaban para operarlos. En 2012 se supo que habían realizado misiones CAS, utilizando bombas láser de 500 libras. El despliegue duró 6 años, cubriendo más de 7.500 objetivos asignados en más de 3.100 misiones y 10.000 horas de vuelo en misiones de reconocimiento táctico y de modo secundario apoyo cercano a las tropas sobre el terreno.
En 2011 los AMX del 32.º Stormo sobrevolaron Libia en misiones de bombardeo y reconocimiento. Entre julio y octubre completaron aproximadamente 500 horas de vuelo.
En 2016 un destacamento de AMX fue destinado a Kuwait para desde allí volar misiones de reconocimiento táctico como parte de la lucha contra DAESH en Irak.
Los AMX brasileños no participaron en combate pero si demostraron de lo que era capaz el avión en el Ejercicio Red Flag. Durante dos semanas de agosto de 1998 los seis A-1 del 1º/16º GAv volaron 52 salidas de ataque en 18 misiones. El A-1 logró atacar más del 75% de los objetivos asignados contra un promedio del 60%, penetrando defensas aéreas y patrullas aérea s. Ningún A-1 fue derribado y lograron dos victorias contra cazas enemigos que intentaron interceptarlos a baja altitud.

## Variantes

### AMX
En términos generales, el A-1 brasileño era muy similar al A-11 Italiano. Ambos estaban propulsados por el mismo motor, compartían el mismo diseño aerodinámico y tenían unas prestaciones de vuelo idénticas. EL A-11 Ghibli italiano y el A-1 Falcao brasileño recibieron diferentes equipos de aviónica. El A-1 tenía un sistema de navegación más simple, compuesto por un sistema de navegación/aterrizaje por baliza VOR/ILS y un radar FIAR-Techtelcom SCP/01. En el AMX la aviónica era modular para facilitar su sustitución.
Los AMX italianos estaban armados con un cañón M61A2 Vulcan de 20 mm., con seis tubos y 350 proyectiles que disparaba desde el lado izquierdo. El A-1 estaba equipado con dos cañones DEFA 554 de 30 mm. instalados a ambos lados. Aparentemente la FAB quería el Vulcan, pero Estados Unidos no aprobó su exportación a Brasil. De todos modos al ser empleado por otros aviones en servicio la adopción del DEFA facilitaba las cosas a los brasileños.
El AMX podría llevar una cápsula de reconocimiento bajo el fuselaje, originalmente la cápsula Orpheus, heredada de los F-104 Starfighter italianos. Los brasileños adquirieron una variante AMX-R que podía equiparse con plataformas de reconocimiento en un compartimento exclusivo, justo delante del tren de aterrizaje y en el lado derecho. La FAB los designó RA-1.
Ante la necesidad de mayor alcance los brasileños equiparon a sus aviones con depósitos en el fuselaje un poco más grandes y también les instalaron una sonda de reabastecimiento en vuelo. El combustible total, sumando los depósitos del fuselaje y las alas, del A-1A brasileño era de 3.510 litros, frente a los 3.275 litros del A-11A italiano.
La modernización de los AMX brasileños llevó a la versión A-1M. El avión se sometió a una revisión estructural y recibió nuevos equipos, incluido el radar SCP-01. Además la aeronave incorporó una cabina digital con dos pantallas de 6×8 pulgadas y una de 5×5 pulgadas compatibles con operaciones de gafas de visión nocturna. El A-1 recibió también un nuevo bloqueador de guerra electrónica, un nuevo receptor de advertencia de radar (RWR) y un sistema de advertencia de aproximación de misiles (MAWS). También se habilitaron para emplear con el ood de interferencia y ataque electrónico Sky Shield. Desafortunadamente las restricciones presupuestarias solo permitieron la modernización de 11 de los 44 aviones planificados.
Italia también modernizó sus A-11. En 2012 Alenia Aermacchi completó la actualización de 42 monoplazas y 10 biplazas a la versión ACOL (Adeguamento delle Capacità Operative e Logistiche/Upgrade of Operational and Logistics Capacity). El ACOL integró un sistema de navegación inercial/GPS y armas de precisión guiadas por GPS. Además los 42 ACOL monoplazas recibieron sistemas optimizados de identificación de amigo/enemigo (IFF) y de comunicación, así como capacidad de gafas de visión nocturna (NVG).

### AMX-T
En 1986 dio comienzo el desarrollo de una variante biplaza de entrenamiento avanzado. Fue concebida para posibilitar entrenamiento a pilotos con experiencia en jets al tiempo que se seguía manteniendo la capacidad de ataque de la versión monoplaza. El AMX-T voló por primera vez en 1990, formando parte posteriormente de las fuerzas aéreas de Italia y Brasil.
Se estudió crear la variante especializada de guerra electrónica AMX-E, empleando el AMX-T como base. Hubiera incorporado equipos de interferencia electrónica y equipo de detección de objetivos. En su armamento hubiera incluido misiles antirradar AGM-88 HARM. Ante la falta de ventas la idea nunca pasó de ser un proyecto.

### AMX-ATA
El AMX Advanced Trainer Attack (AMX-ATA; en castellano AMX entrenador avanzado de ataque) es un nuevo AMX biplaza, avión multimisión de ataque avanzado desarrollado para misiones de combate y entrenamiento. EL AMX-ATA incorpora nuevos sensores, un sistema de visión infrarrojo, un casco con display, un nuevo radar multi-modo con capacidad aire-aire y aire-tierra, y nuevo armamento incluyendo misiles antibuque y misiles de medio alcance.

## Operadores
Actuales
 BrasilFuerza Aérea Brasileña. Opera 55 AMX.
- 1 Esquadrão/16 Grupo de Aviação Esquadrão Adelphi (base aérea Santa Cruz)
- 1 Esquadrão/10 Grupo de Aviação Pokér (base aérea Santa María)
- 3 Esquadrão/10 Grupo de aviação Centauro (base aérea Santa María)

Brasil ha utilizado el AMX en la lucha contra el narcotráfico en la región del Amazonas, donde su capacidad para operar desde pistas improvisadas ha supuesto una gran ventaja.
Anteriores
 ItaliaFuerza Aérea Italiana. Adquirió 110 AMX monoplaza A-11A y 26 biplaza TA-11A, aunque los planes originales preveían 187 A-11A y 51 TA-11A.
- 13 Gruppo/32 Stormo
- 14 Gruppo/2 Stormo (disuelto)
- 28 Gruppo/3 Stormo (disuelto)
- 101 Gruppo/32 Stormo
- 103 Gruppo/51 Stormo
- 132 Gruppo/51 Stormo

A largo de su vida operativa, los AMX de la Fuerza Aérea Italiana acumularon más de 240.000 horas de vuelo, 18.500 de ellas en operaciones reales de combate, en ocho teatros de operaciones diferentes y en numerosos ejercicios internacionales. Los AMX volaron en entornos que a abarcaron desde el clima ártico de Noruega y Canadá hasta los desiertos de Kuwait y Libia. Fue bautizado como Ghibli (un viento del desierto) y realizó misiones de ataque y reconocimiento. La versión biplaza se enfocó en entrenamiento avanzado y transformación.
Fallidos
- Fuerza Aérea Afgana

En 2009 Alenia le propuso a la Fuerza Aérea de los Estados Unidos que venda AMX usados a la Fuerza Aérea Afgana, pero el proyecto no prosperó.
- Fuerza Aérea Argentina

En 1987 Argentina estudió la posibilidad de comprar 36 aeronaves, sin embargo el Reino Unido veto la compra por poseer un motor de tecnología británica. No se quiso asumir el coste de certificar el avión con un motor de EEUU y finalmente la Fuerza Aérea Argentina eligió el A-4AR Fightinghawk.
- Real Fuerza Aérea Australiana

El Ghibli fue considerado por los australianos, ya que la adquisición de esta aeronave significaba un salto importante con respecto al armamento que poseía la Fuerza Aérea, sin embargo la compra no prosperó.
- Fuerza Aérea de Chile

AMX ofreció 60 aeronaves con ciertas mejoras a Chile; sin embargo, la compra fue rechazada. La oferta del MAX se hizo cuando Chile sufría un embargo de armas que dificultaba el mantenimiento de sus F-5E, cuyos repuestos fueron embargados. La cosa empeoraba porque además se necesitaba reemplazar los viejos aviones de ataque Hawker Hunter. En 1986 se negoció la venta de aviones AMX y EMB-312 Tucano a Chile y a cambio Brasil compraría entrenadores T-35 Píllan.
- Fuerza Aérea India

En 2001 Embraer ofreció 66 aeronaves a la Fuerza Aérea India, pero finalmente se decidió adquirir el BAE Hawk
- Fuerza Aérea Iraquí

Irak hizo un pedido de 40 aeronaves, pero la compra fue cancelada debido a un embargo contra la nación.
- Real Fuerza Aérea de Malasia

AMX formó parte de una licitación por parte de la Real Fuerza Aérea de Malasia, sin embargo Malasia decidió optar el modelo Hawk 200.
- Fuerza Aérea Sudafricana

El Ghibli fue ofrecido a la Fuerza Aérea Sudafricana, pero finalmente se decidió adquirir el BAE Hawk
- Fuerza Aérea del Perú

Al igual que con Chile, AMX ofreció 60 aeronaves con ciertas mejoras a Perú, sin embargo la compra fue rechazada.
- Real Fuerza Aérea Tailandesa

En 1992 Tailandia planeaba comprar 38 aeronaves, sin embargo el contrato fue cancelado debido a la falta de presupuesto.
- Aviación Militar Bolivariana

La Aviación Militar Venezolana estuvo muy interesada por el AMX tras ver su buen rendimiento durante el ejercicio Red Flag (USAF) y la guerra de Kosovo. Tras varios intentos de compra, en diciembre de 2002 se firmó un contrato con Embraer en el cual se solicitaban 12 aeronaves. La versión venezolana del AMX sería más avanzada, llamada AMX Advanced Attack Trainer (AMX-ATA), pero la compra no prosperó.

## Especificaciones (AMX)
Referencia datos: Web oficial de la FAB

### Características generales
- Tripulación: 1
- Longitud: 13,2 m (43,4 ft)
- Envergadura: 8,9 m (29,1 ft)
- Altura: 4,6 m (14,9 ft)
- Superficie alar: 21 m² (226 ft²)
- Peso vacío: 6730 kg (14 832,9 lb)
- Peso máximo al despegue: 10 750 kg (23 693 lb)
- Planta motriz: 1× turbofán Rolls-Royce Spey 807.
  - Empuje normal: 49 kN (4997 kgf; 11 016 lbf) de empuje.

### Rendimiento
- Velocidad máxima operativa (Vno): 1160 km/h (721 MPH; 626 kt)
- Velocidad crucero (Vc): 950 km/h (590 MPH; 513 kt)
- Alcance: 3330 km (1798 nmi; 2069 mi)
- Radio de acción: km
- Alcance en combate: km
- Alcance en ferry: km
- Techo de vuelo: 13 000 m (42 651 ft)
- Régimen de ascenso: 52 m/s (10 236 ft/min)
- Carga alar: 512 kg/m² (104,9 lb/ft²)
- Empuje/peso: 0.47 kn/kg

### Armamento
- Cañones: 1× cañón rotativo M61 Vulcan de 20 mm (Italia) o 2 cañones DEFA 544 de 30 mm (Brasil).
- Puntos de anclaje: 7, cinco (5) de ellos con una capacidad de 3.800 kg (8.380 lb), para cargar una combinación de:  
  - Bombas: bombas de propósito general y guiadas por láser, misiles aire-tierra, MAR-1 (FAB)
en los 5 anclajes externos.
  - Cohetes: cohetes
en los 5 anclajes externos.
  - Misiles: 2x AIM-9 Sidewinder o MAA-1 Piranha 
en los extremos alares.

### Desarrollos relacionados
- Aermacchi MB-340

### Aeronaves similares
- CASA AX
- CASA C-101CC
- BAE Hawk
- Dassault-Breguet/Dornier Alpha Jet
- IA-63 Pampa
- Douglas A-4 Skyhawk
- Dassault-Breguet Super Étendard
- Hongdu JL-8
- Hongdu L-15 Falcon
- Sukhoi Su-25
- Aero L-39 Albatros
- PZL I-22 Iryda
- IAR 99
- Soko G-4 Super Galeb